# 合剌江
合剌江，元朝将领，蒙古人，弘吉剌氏。
祖父纳鲁都，跟随成吉思汗伐金朝。授千户。父亲门特哥，袭为平阳府达鲁花赤，赐金虎符。卒。合剌江袭千户。官至武略将军，晋州、潞州、吉州三州达鲁花赤。中统四年（1263年），李璮反叛，合剌江跟随宗正合必赤讨伐。李璮突围而出，进入合剌江分地。合剌江力战，将其击退。合必赤让他饮酒，赐给饮器。忽必烈又赐白金。去世后，其子阿尔答蓝嗣千户。历任晋州、朔州、应州三州达鲁花赤。有治绩，拜为监察御史。官至浙东西、广西等路廉访司佥事、副使。